# آنیتا لانزبرو
آنیتا لانزبرو (انگلیسی: Anita Lonsbrough؛ زادهٔ ۱۰ اوت ۱۹۴۱) یک شناگر اهل بریتانیا است.
از افتخارات وی میتوان به کسب مدل طلا ۲۰۰ متر قورباغه شنا زنان در بازی‌های المپیک تابستانی ۱۹۶۰ اشاره کرد.